# Juniperus communis
Juniperus communis é um arbusto perene da família das cupressáceas que, geralmente, não atinge mais de 1 metro de altura, embora se encontrem espécimes que cheguem dos 2 aos 7 m, em forma arbustiva, ou mais, em forma arbórea (principalmente na Europa). É designado vulgarmente como cedro, genebreiro, junípero, junípero-comum, zimbrão, zimbro, zimbro-anão zimbro-comum, zimbro-rasteiro e zimbro-vulgar.
Tem ramos que se dispersam lateralmente, formando matos rasteiros e densos com cerca de 1 a 4 metros de diâmetro. As folhas, subimbricadas, em verticilos de três, apresentam uma faixa estomática branca na página superior. Os ramos, geralmente em grupos de três com a base ao mesmo nível no caule, são ascendentes ou rasteiros. A casca é lisa em ramos pequenos, com menos de 1 cm de diâmetro, exfloiando em ramos maiores. O fruto consiste em gálbulos pruinosos, de 6 a 9 mm, negros quando maduros.
É comumente utilizado no preparo de de gim. Em Portugal, encontra-se, sob a forma da subespécie nana, nos pontos mais altos da Serra da Estrela e da Serra do Gerês.

## Sinonímia botânica
↑ A espécie é ainda referida pelas seguintes designações:
- Juniperus canadensis Lodd. ex Burgsd.
- J. alpina (Sm.) S.F. Gray
- J. nana
- J. sibirica Burgsd.
- Juniperus communis L. ssp. alpina (Suter) Celak.